# Jake Burton Carpenter
Pour les articles homonymes, voir Burton et Carpenter.
Jake Burton Carpenter (né le 29 avril 1954 à New York et mort le 20 novembre 2019 à Burlington (Vermont)) est un snowboarder professionnel américain et le fondateur de la marque Burton Snowboards. 

## Biographie
Jake Burton Carpenter grandit à Cedarhurst.
Jake Burton Carpenter étudie à Brooks School à North Andover dans le Massachusetts.
Après un diplôme obtenu à The Marvelwood School à Kent dans le Connecticut, il rentre à l'Université du Colorado de Boulder. Fervent pratiquant de ski, il espère rejoindre l'équipe de l'université, mais ses ambitions disparaissent lorsqu'il se fracture la clavicule dans un accident de voiture (puis récidive deux fois dans la même semaine, notamment lors d'une chute en skateboard). Après plusieurs années loin de l'école, il retourne à l'université de New York, et obtient un diplôme en économie.
Alors qu'il travaille dans une grange à Londonderry au Vermont, il améliore un modèle de Snurfer, une planche inventée en 1965 par Sherman Poppen, présentant une corde fixée à l'avant permettant d'exercer un certain contrôle. Il commença à vendre ses prototypes améliorés, avec notamment un système d'attache permettant de fixer solidement les bottes à la planche. C'était en 1979, plus de douze ans après que Tom Sims (potentiel inventeur du snowboard) ne fabrique les premières planches de snowboards.
Carpenter continue de diriger la compagnie Burton, qui est devenue la plus grande marque de snowboard du monde.
Il décède en novembre 2019 des suites d'un cancer.